# Hartmut Höll
Hartmut Höll (Heilbronn, 24 novembre 1952) est un pianiste et professeur d'accompagnement du Lied (Liedbegleiter) à l'école de musique de Karlsruhe.

## Carrière
Depuis 1973, il donne des récitals avec Mitsuko Shirai à travers le monde et entre 1982 et 1992, il a été aussi le partenaire de Dietrich Fischer-Dieskau. Récitaliste de Lieder, il a participé au Festival de Salzbourg, au Festival d’Édimbourg, à Florence, à Munich et Berlin ainsi qu'au Carnegie Hall de New York.
En musique de chambre, Hartmut Höll accompagne l'altiste Tabea Zimmermann depuis 1985. Ils ont tous deux, donné des concerts partout en Europe, en Israël, aux États-Unis et au Canada. Ils ont aussi enregistré pour le label Capriccio des œuvres de Schumann, Brahms, Chostakovitch et Britten.
Depuis 2001, Hartmut Höll accompagne Renée Fleming pour des concerts en Europe, en Australie, en Asie et aux États-Unis. Les autres chanteur partenaires comprennent notamment Urszula Kryger, Yvonne Naef, Jochen Kowalski, René Pape, Christoph Prégardien, Hermann Prey, Jadwiga Rappé, Peter Schreier, Roman Trekel.
Il a enregistré environ une soixantaine de disques, dont beaucoup remarqués au niveau international.
En tant que professeur à l'Université de Musique de Karlsruhe, Hartmut Holl est étroitement liée à d'anciens professeurs à Francfort et Cologne et à la jeune génération d'artistes. Il a donné des classes de maître sur le lied en Finlande, lors du séminaire international de musique de Weimar, pendant le Festival de musique du Schleswig-Holstein, au Mozarteum de Salzbourg, à Jérusalem et aux les États-Unis. Hartmut Höll a été en 1998–1999, professeur invité à Helsinki et de 1994 à 2003 professeur invité au Mozarteum. Depuis Octobre 2004, il a également occupé un poste de professeur invité, pour le Lied à la Zürcher Hochschule der Künste (Zurich). Et en octobre 2007 responsable de la Hochschule für Musik Karlsruhe.
En 1990, Hartmut Höll reçoit le Prix Robert Schumann de la ville de Zwickau. Il est un membre honoraire de la Société Robert Schumann de Zwickau et de la Société Philharmonique de Saint-Pétersbourg. En 1997, avec Mitsuko Shirai, il reçoit  l'ABC International Music Award.
Comme un juré ou le président du jury, il participe au concours Robert Schumann à Zwickau, au concours de Naumburg à New York, ainsi qu'au Concours International de Musique de l'ARD, à Munich.
Entre 1985 et 2007 Hartmut Höll est directeur artistique de la Hugo-Wolf-Akademie für Gesang – Dichtung – Liedkunst (pour le chant, la poésie et l'art du lied) de Stuttgart.

## Écrits
- WortMusik, Staccato, Düsseldorf 2012  (ISBN 978-3-932976-44-5)